# Pardosa jambaruensis
Pardosa jambaruensis este o specie de păianjeni din genul Pardosa, familia Lycosidae, descrisă de Tanaka, 1990. Conform Catalogue of Life specia Pardosa jambaruensis nu are subspecii cunoscute.